# Zespół pałacowy w Sarnach

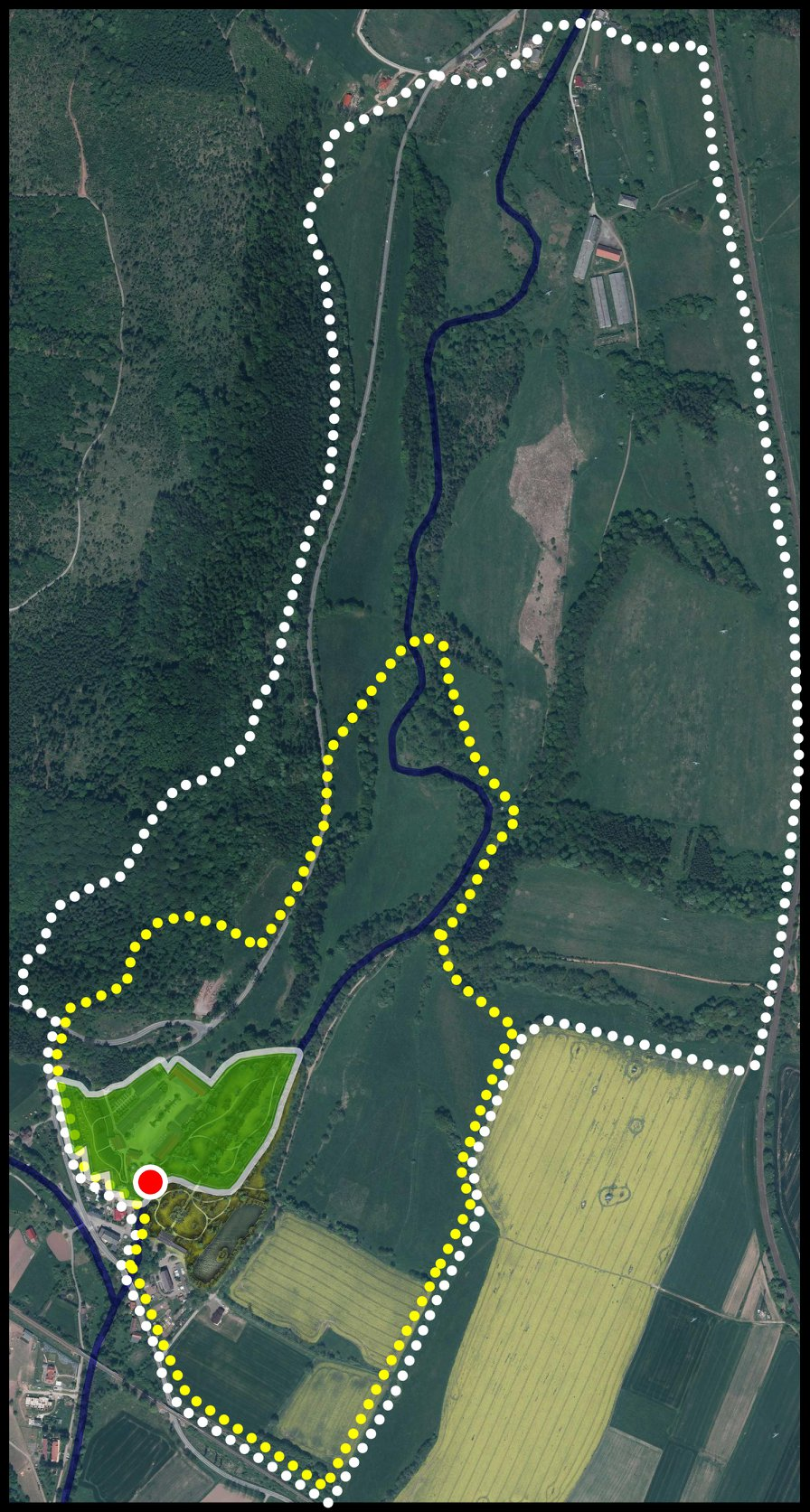
Widok komponowanego krajobrazu wokół zamku. Oznaczenia:
- zamek na czerwono;
- własność Fundacji Odbudowy Dworu Sarny – zielony kształt;
- granice kompozycji parkowej – żółta linia w kropki;
- granice kompozycji krajobrazowej – biała linia w kropki; obie granice z 1880 wg E. Petzolda

Zespół pałacowy w Sarnach (niem. Schloss Scharfeneck) – zabytkowy pałac z zespołem w Sarnach Ścinawce Górnej w Polsce, w województwie dolnośląskim, w powiecie kłodzkim, w gminie Radków na skraju wsi w na skarpie w rozwidleniu rzek Włodzicy i Ścinawki.
Pałac wzniesiony 1590 przez Fabiana von Reichenbacha, znacząco rozbudowany przez hrabiów von Götzenów.

## Historia
Pierwotny obiekt zbudowano przed XV w. Początkowo był skromnym dworem obronnym. Renesansowy, trójkondygnacyjny dwór wybudowany w 1590 r. przez Fabiana von Reichenbacha przebudowany został na pałac w 1661 r. i w pierwszej połowie XVIII w. przez Götzenów. Pałac był wtedy jedną z najbardziej okazałych rezydencji rodowych na ziemi kłodzkiej.
W latach 20. XVIII w. hrabia Franciszek Antoni Götzen wybudował w ramach założenia kaplicę św. Jana Nepomucena, bogato zdobioną freskami poświęconymi świętemu męczennikowi oraz innym świętym. Budowa trwała jednocześnie z finansowaną przez hrabiego przebudową kościoła w pobliskich Wambierzycach.
Zespół pałacowo-folwarczny został w XIX wieku sprzedany przez rodzinę Götzenów i do 1945 r. pozostawał w rękach rodzin przemysłowych.
Po II wojnie światowej, jak wiele rezydencji hrabstwa kłodzkiego, zaczął podupadać. Największe zniszczenia miały miejsce po 1989 r. po likwidacji państwowych gospodarstw rolnych, kiedy zespół był z jedynie formalnym nadzorem właścicielskim. W latach 90. XX w. wydzielono i sprzedano osobom prywatnym pałac letni, w którym obecnie mieszczą się pokoje gościnne. Reszta obiektu była zamieszkiwana przez kilka rodzin byłych pracowników PGR a główny budynek popadał w ruinę.
Na początku 2010 r. zainteresowanie przejęciem nieruchomości wyraziła brytyjska fundacja Save Britain’s Heritage, która pod patronatem Karola, ówczesnego księcia Walii, miała zamiar przekształcić zespół w wielofunkcyjny obiekt z mieszkaniami prywatnymi i pomieszczeniami dostępnymi publicznie. Mimo spotkania przedstawicieli fundacji, księcia Karola, generalnego konserwatora zabytków Tomasza Merty i ministra kultury Bogdana Zdrojewskiego w marcu 2010 r., nie doszło do przejęcia nieruchomości przez fundację. Agencja Nieruchomości Rolnych, podlegająca ministrowi rolnictwa, w 2011 i 2013 wystawiła nieruchomość na sprzedaż w trybie przetargu z ceną wywoławczą ok. 1,5 mln zł, jednak bez skutku.
Pod koniec 2013 r. Agencja Nieruchomości Rolnych w trybie negocjacji sprzedała obiekt osobom prywatnym, które powołały Fundację Odbudowy Dworu Sarny.

## Park i krajobraz
Na przestrzeni lat 1590–1720 u wschodniego podnóża zamku na powierzchni około 4 hektarów rozciągał się zamknięty kamiennym murem zwierzyniec obejmujące zakole rzeki Włodzicy. Obszar ten był miejscem naganiania dzikiej zwierzyny z górnej części biegu Włodzicy a dokładniej z dworu we Włodowicach. Na początku XVIII w. w rejonie tzw. Pałacu Letniego położonego na południowy wschód od zamku ukształtowany został pierwszy ogród ozdobny. Kompozycja przestrzenna danego ogrodu obejmowała geometryczne kwatery (partery ogrodowe) dostrzegalne zarówno z poziomu piano nobile Pałacu Letniego, jak również komnat zamkowych wschodniego traktu budynku. Ogród ten o powierzchni ok. 1,8 ha posiadał dekoracje rzeźbiarskie z piaskowca, których relikty zidentyfikowano podczas prac inwentaryzacyjnych przeprowadzanych w latach 2014–2016. Obszar zamkowego ogrodu ozdobnego został przekształcony w pierwszej połowie XIX w. na tzw. pleasure ground poddany ponownej aranżacji na przestrzeni lat 1880–1890. W tym okresie ówcześni właściciele rezydencji Heinrich i Max Schneider zlecili Eduardowi Petzoldowi opracowanie projektu ponownej aranżacji zamkowego parku. W wyniku pozostawionych przez Petzolda wskazówek dawny zwierzyniec u podnóża zamkowej skarpy został przekształcony w park stylu krajobrazowego. Część dolna parku (południowa) stanowiła najbardziej ozdobną część. Obszar górny (północny) zajmujący powierzchnię około 2,2 ha zyskał naturalistyczną postać. Rozebrane kamienne mury otaczające wcześniej XVII w. zwierzyniec pozwoliły na powiązanie widokowe wnętrza parku z okolicznym krajobrazem doliny Włodzicy. Dla dodatkowego zaakcentowania powiązania widokowo-kompozycyjnego ozdobnej części założenia z krajobrazem, Eduard Petzold zaprojektował mającą ok. 230 m długości aleję obsadzoną z dwóch stron pojedynczym szpalerem klona górskiego (Acer pseudoplatanus). Aleja była przedłużeniem krótkiego odcinka barokowej alei z około 1720 r. obsadzonej przy użyciu lipy drobnolistnej (Tilia cordata) Przedłużenie osi danej alei w kierunku północnym obejmowało swoim zasięgiem rozległe wnętrze krajobrazowe doliny Włodzicy ujęte od strony zachodniej i wschodniej w zbocza wysokiego brzegu tarasu nad terenem zalewowym. W części parku rozciągającej się wzdłuż wschodnich zabudowań folwarcznych zamku zachowane są: kamienna furta z XVII w. (dawne północne wejście do zwierzyńca zamkowego) oraz fundamenty ośmiobocznego pawilonu lub korona studni.
Eduard Petzold pozostawił także wskazania dla ukształtowania dla obszaru południowego odcinka doliny Włodzicy, które wprowadzono na przestrzeni lat 1880–1890. Do dzisiaj w krajobrazie danego obszaru zidentyfikować można liczne relikty struktur roślinnych typowych dla warsztatu Petzolda. W linii przedłużenia osi parkowej alei na południowym skraju rozległego wnętrza krajobrazowego doliny Włodzicy rośnie soliterowy egzemplarz klona górskiego (Acer pseudoplatanus) datowany na okres lat 1880–1890. Jego obecność to także pozostałość po wskazaniach krajobrazowych udzielonych Schneiderom w 1880 r. przez Petzolda. Rozległość komponowanego obszaru w latach 1880–1890 wynosi około 60 ha i łączy ze sobą Zamek Sarny z pobliskim dworem we Włodowicach. Krajobrazowe scalenie posiadłości w Sarnach i Włodowicach leżało w interesie Schneiderów, którzy byli właścicielami dolnego odcinka doliny Włodzicy od lat 70. XIX w. do lat 10. XX.
W skład zespołu zamkowego i klucza majątków Scharfeneck (z Pałacem Letnim i dworem dolnym we Włodowicach) wchodził także rozległy ogród użytkowy u ujścia Włodzicy do Ścinawki oraz pastwiska z winnicą przy drodze do Tłumaczowa. Składowe krajobrazu kulturowego otoczenia rezydencji w Sarnach i Włodowicach ujęte zostały w informacyjnej mapie sporządzonej w 2023 roku z okazji obchodów 40. międzynarodowego dnia Ochrony Zabytków.
Zespół krajobrazowy rezydencji Sarny-Włodowice jest jednym z najbardziej rozległych na terenie powiatu Kłodzkiego i najlepiej zachowanych dzieł krajobrazowych Eduarda Petzolda w Polsce a sam obszar dolnego odcinka doliny Włodzicy uznawany jest za mikroregion o wyjątkowo wysokiej wartości kulturowej, przyrodniczej i turystycznej. W granicach dawnego kompleksu zamkowego znajduje się 9 pomników przyrody Siedem z nich znajduje się w granicach zabytkowego we własności Fundacji Odbudowy Dworu Sarny a jeden w części zabytkowego parku będącej własnością Skarbu Państwa (w zarządzie Krajowego Ośrodka Wsparcia Rolnictwa). Wiek najstarszego z egzemplarzy drzew (dąb szypułkowy) szacowany jest na ok. 410 lat. Pozostałe egzemplarze pomnikowych dębów datowane są na 230–330 lat. W 2023 roku jeden z pomnikowych egzemplarzy drzew w parku był typowany do tytułu „Drzewa Roku Powiatu Kłodzkiego”.

## Stan po prywatyzacji
Od początku 2014 r. trwają prace remontowe, w trakcie których odbudowano dach XVII-wiecznego spichlerza dworskiego przy udziale funduszy Urzędu Marszałkowskiego Województwa Dolnośląskiego. Jako pierwszy w 2017 r. otwarto po kompleksowym remoncie dom bramny, jeden z najstarszych obiektów zespołu, w którym mieści się punkt obsługi ruchu turystycznego i przejście do kaplicy św. Jana Nepomucena. Od 2014 roku prowadzone są także staraniem Fundacji Odbudowy Dworu Sarny działania z zakresu rewaloryzacji otoczenia zamku. Wdrażany projekt rewaloryzacji otoczenia zamku opracowany został przez specjalistę ds. ogrodów historycznych Łukasza Przybylaka. Zamkowy park jako przykład sukcesywnie odtwarzanego zabytku ogrodowego został uhonorowany w 2020 roku członkostwem w Europejskim Szlaku Ogrodów Historycznych będącym certyfikowanym szlakiem kulturowym Rady Europy. Komitet naukowy Europejskiego Szlaku Ogrodów Historycznych opiniujący członkostwo zamku sarny podkreślił związek obiektu z postacią wybitnego twórcy krajobrazu Eduarda Petzolda oraz zamiar utworzenia w obiekcie centrum interpretacji dziedzictwa pn. Europejskie Centrum Sztuki Ogrodowej im. Eduarda Petzolda.
W 2022 roku na terenie parku zamkowego w obecności przedstawicieli gminy Radków, gmina Nowa Ruda, miasta Nowa Ruda, starostwa powiatowego w Kłodzku oraz Dolnośląskiego Konserwatora Zabytków posadzony został „Dąb Platynowego Jubileuszu” będący jedynym w Polsce drzewem posadzonym w ramach tzw. „Zielonego Baldachimu Królowej” (ang. The Queen's Green Canopy) będącego akcją uświetniającą jubileusz 70-lecia panowania królowej Elżbiety II.
Od 2016 r. Fundacja otrzymuje fundusze Ministerstwa Kultury i Dziedzictwa Narodowego, dzięki którym wykonano ratunkowe prace konstrukcyjne w budynku dworu, ratunkowy remont hełmu wieży, kapitalny remont dachu dworu, jak i remont konstrukcji i dachu kaplicy. Dolnośląski Wojewódzki Konserwator Zabytków w 2023 r. sfinansował konserwację polichromowanego iluzjonistycznego ołtarza (1738 r.) w kaplicy.
Od 2019 r. obiekt bierze udział w Festiwalu Góry Literatury, od 2022 r. będąc jego główną sceną.
W parku odbywają się spotkania z pisarzami i naukowcami, w których uczestniczyli m.in.: Edwin Bendyk, Grzegorz Gauden, Joanna Lamparska, Mikołaj Łoziński, Monika Płatek, Kazimiera Szczuka, Karol Maliszewski, Adam Leszczyński, Agnieszka Holland, Manuela Gretkowska, Swiatłana Aleksijewicz, Olga Tokarczuk.

## Właściciele
Właściciele kompleksu:
- 1350–1406 – von Czeschaw:
  - 1350–1406 – Fryderyk
- 1406–1564 – Pradelowie:
  - od 1406 – Niclas
  - 1480 – Niclas Grotz
  - 1480, 1494 – Hans
  - 1564 – Henryk
- 1565 – Henryk von Stillfried Starszy (Stillfriedowie)
- 1565–1625 – von Reichenbachowie:
  - Grzegorz
  - 1602 – Fabian (1547–1605) ze Stoszowic
  - Adolf
- 1628 – jezuici z Kłodzka
- 1661–1875 – von Götzenowie(inne języki):
  - 1661 – Johann Georg (1623–1679)
  - Johann Ernst (1667–1707)
  - Franz Anton(inne języki) (1693–1738)[1]
  - do 1771 Jan Karol Józef Leonard (1716–1771)[18]
  - 1771–1774 Friedrich Wilhelm von Götzen Starszy(inne języki) (1734–1794)
  - od 1796 – Adolf (1770–1847)
  - do 1875 – Gustaw Adolf (1866–1910)
- od 1876 – Schneider z Jugowic:
  - 1876 – Henryk
  - 1890, 1894, 1910 – Max[19]
- 1917 – Eleonora Röβler (z domu Suida) i mąż Rudolf Röβler (1873-1919)
- od 1937 do 1945 – Eleonora „Lilly” Poppler z domu Röβler (Rössler, 1907–1940) z mężem prof. Franzem Popplerem
- od 1945 do 2013 – Państwowe Przedsiębiorstwo Hodowlane Ścinawka, potem Agencja Nieruchomości Rolnych

## Eleonora „Lilly” Poppler
Ostatnią przedwojenną właścicielką zespołu była Eleonora „Lilly” Poppler (ur. 15 kwietnia 1907, zm. 30 października 1940), córka Eleonory „Elly” z domu Suida (1877-1928) oraz Rudolfa Röβlera (Rösslera 1873-1919). Jej babką od strony matki była Johanna Langer (1850-1925), córka przemysłowca Josefa Schrolla (1821-1891), od 1892 żona doktora prawa Eduarda Langera (1852-1914). Dziadkowie mieszkali w willi przy ul. Masaryka 30 w Broumovie; która obecnie mieści przychodnię, a naprzeciwko pradziadek Josef w 1853 zbudował pałac przy ul. Masaryka 239, w którym obecnie znajduje się urząd miejski. Schrollowie byli przemysłowcami, właścicielami tkalni mechanicznych w Broumovie. Eleonora „Lilly” wyszła za mąż za profesora Franza Popplera. Wraz z rodzicami została pochowana na cmentarzu w Vernéřovicach, gdzie znajduje się grób z tablicą informującą o pochowanych osobach oraz latach ich życia.

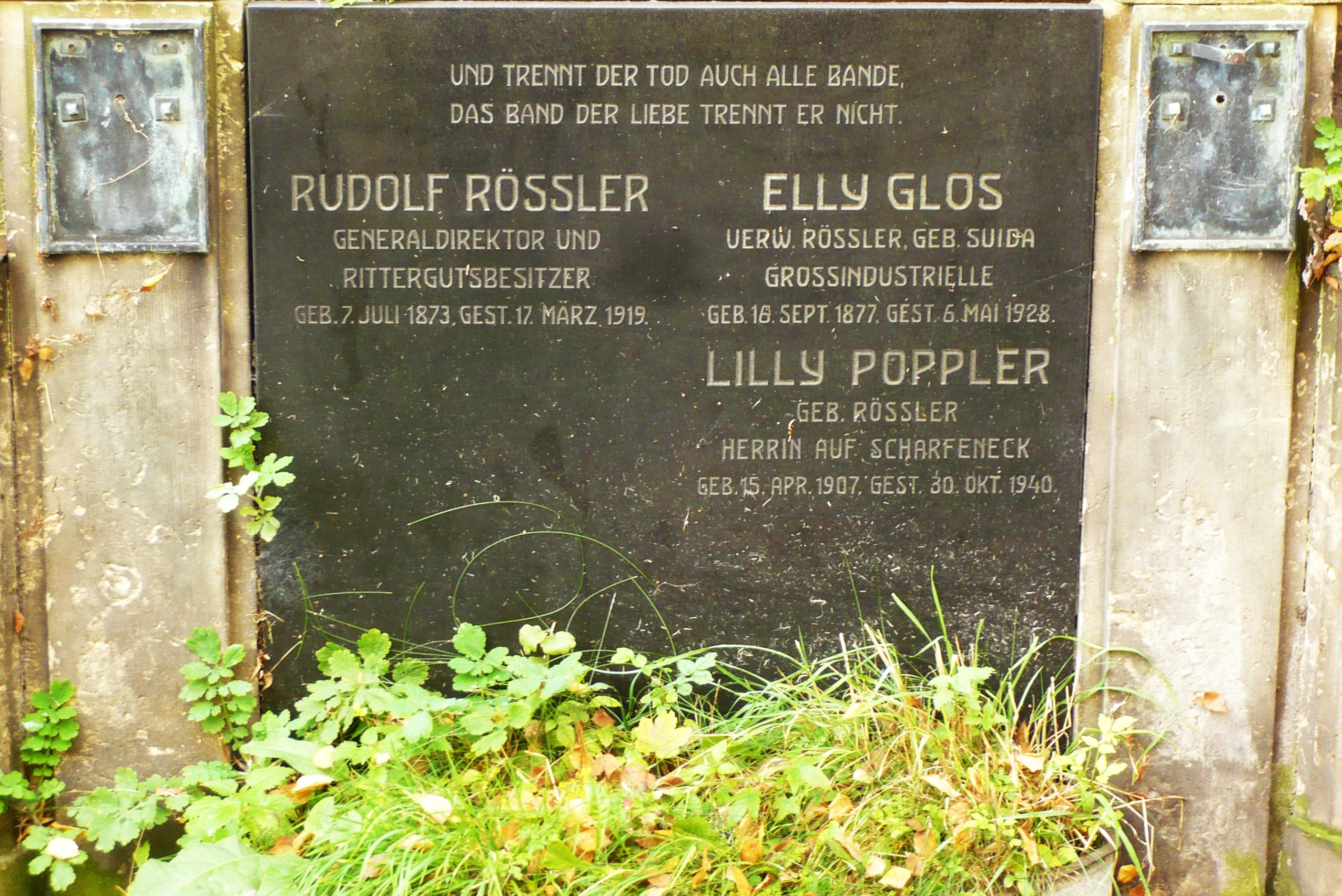
Grób Lilly Poppler w Vernéřovicach
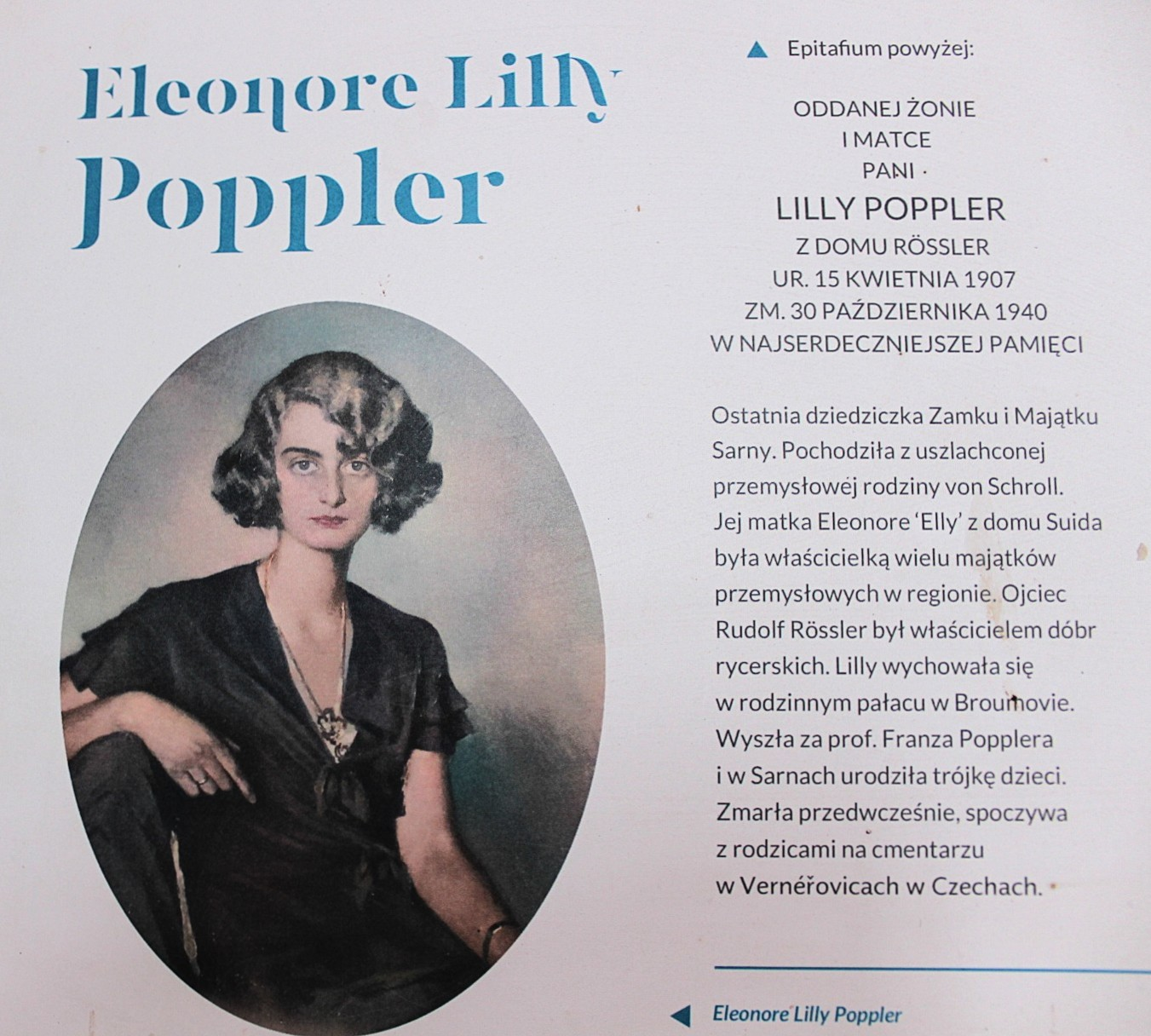
Tabliczka w kaplicy
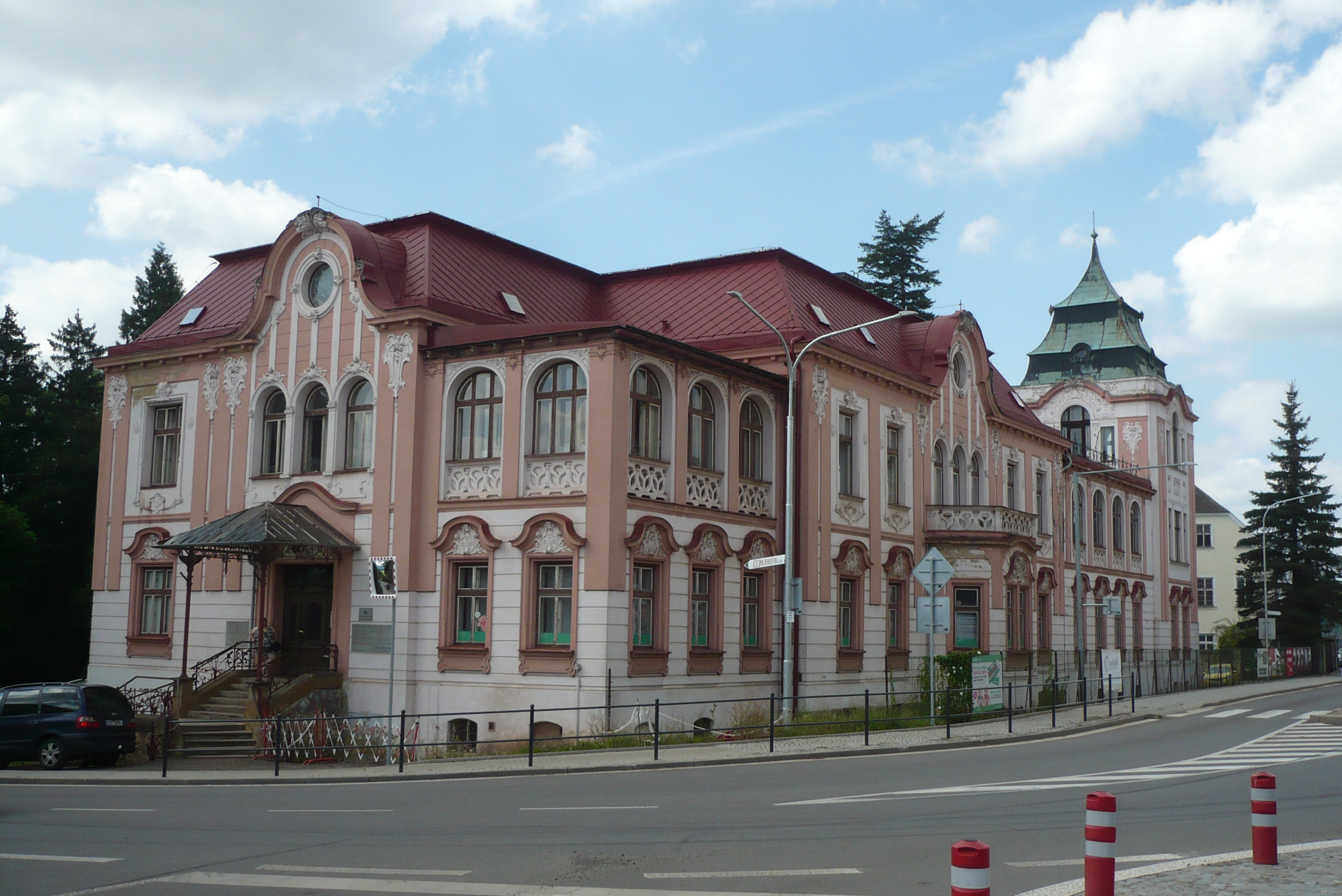
Willa Langerów w Broumovie
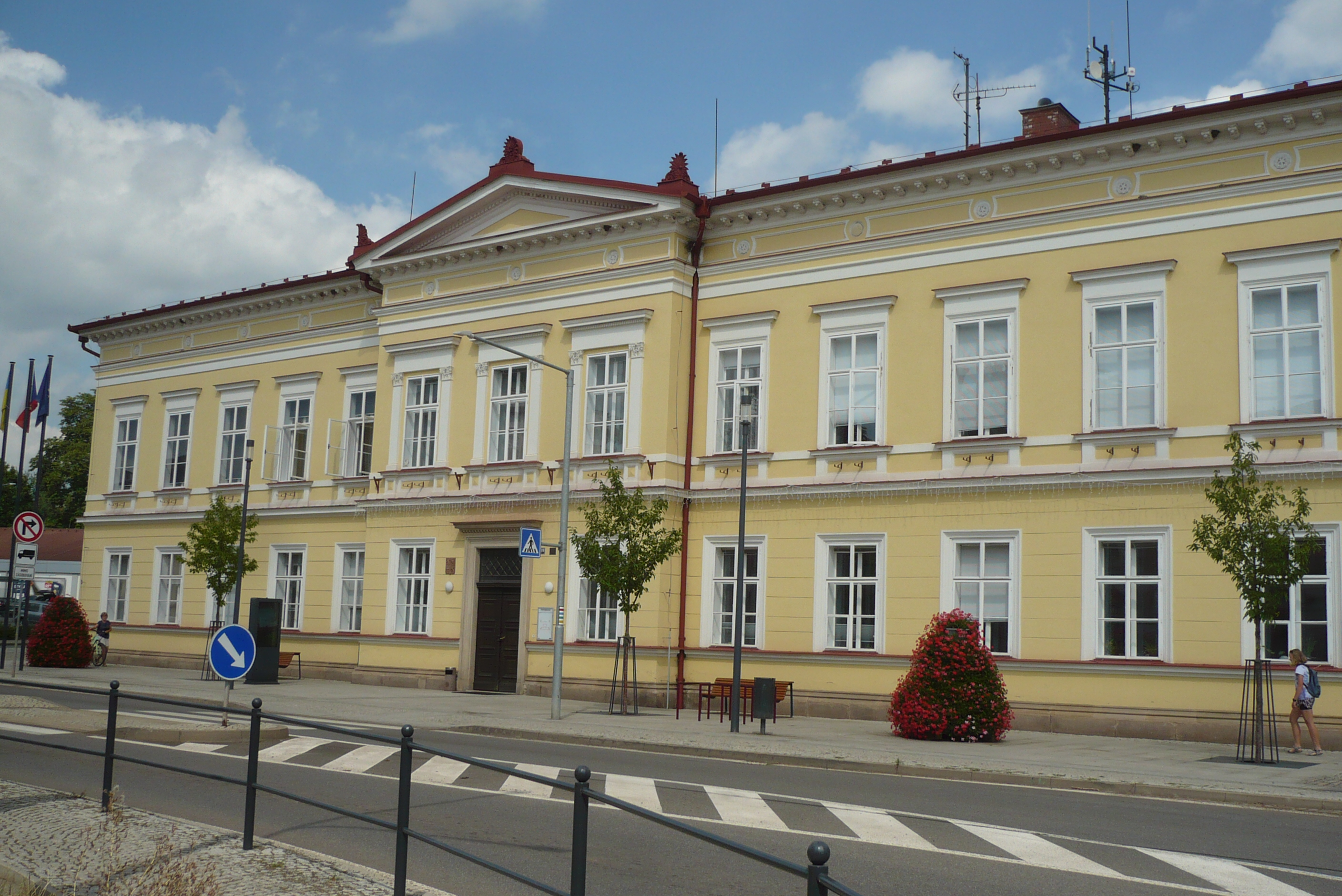
Pałac Schrollów w Broumovie

## Kaplica
Kaplica pw. św. Jana Nepomucena wzniesiona została w latach 1722–1730 w kształcie elipsy. Jej najlepsze czasy przypominają freski iluzoryczne na ścianach i sklepieniach z 1738 r. Nepomucen jest główną postacią fresków. Na jednych unoszą go aniołowie, na innych trzyma palmę męczeństwa, na kolejnych ośmiu są sceny z jego życia. Poza św. Janem Nepomucenem znajduje się tam również herb Götzenów, św. Apolonia i św. Barbara – patronki rodu, a także m.in. Antoni Padewski, Franciszek Ksawery, Franciszek z Asyżu, Jan Boży, Jan Sarkander, Jan Jałmużnik, Jan Chrzciciel. Polichromie, które wyszły spod pędzla Johanna Franza Hoffmanna z Kłodzka, były później dwukrotnie konserwowane w 1850 r. i w latach 1971–1977 i zachowały się do czasów obecnych.

## Opis zniszczeń
Z dziedzińca pałacu można zobaczyć całą posiadłość z kilkoma budynkami gospodarczymi oraz zabytkowym spichlerzem z drugiej połowy XVII w. W 2014 r. rozebrano pozostałości zawalonego dachu i wykonano nowy przy udziale dotacji Urzędu Marszałkowskiego Województwa Dolnośląskiego.
W 2013 r. zespół był w bardzo złym stanie. Przez nieszczelny dach dworu woda przelewała się przez wszystkie kondygnacje. Zdewastowane pomieszczenia, w których brak podłóg, futryn i drzwi, zawalone były cegłami i resztkami z pieców. Komnatę na drugiej kondygnacji zajmowały wielkie belki ze stropu, które runęły. Kolejne piętro przez zniszczoną podłogę było niedostępne.
W skład zespołu pałacowego Sarny wchodzą jeszcze:
- pałac letni – wybudowany w 1730 r. Obiekt dwukondygnacyjny pokryty dachem mansardowym z lukarnami. Nad wejściem znajdował się kartusz z herbami budowniczego pałacu hrabiego Franza Antona von Götzena(inne języki) (1693–1738) i jego żony Marii Anny (Marianne) von Stillfried[26], córki barona Raymunda Erdmanna Antona Stillfrieda von Rattonitza (1672–1720)[27] z Nowej Rudy. Kartusz skradziono w 1996 r. Pałac pozostaje od lat 90. XX w. w odrębnej własności od głównego założenia.
- spichlerz z drugiej połowy XVII w.
- park z XVIII–XIX w. projektu znanego pruskiego architekta krajobrazu Eduarda Petzolda.